# Знищення фракійських болгар 1913 року

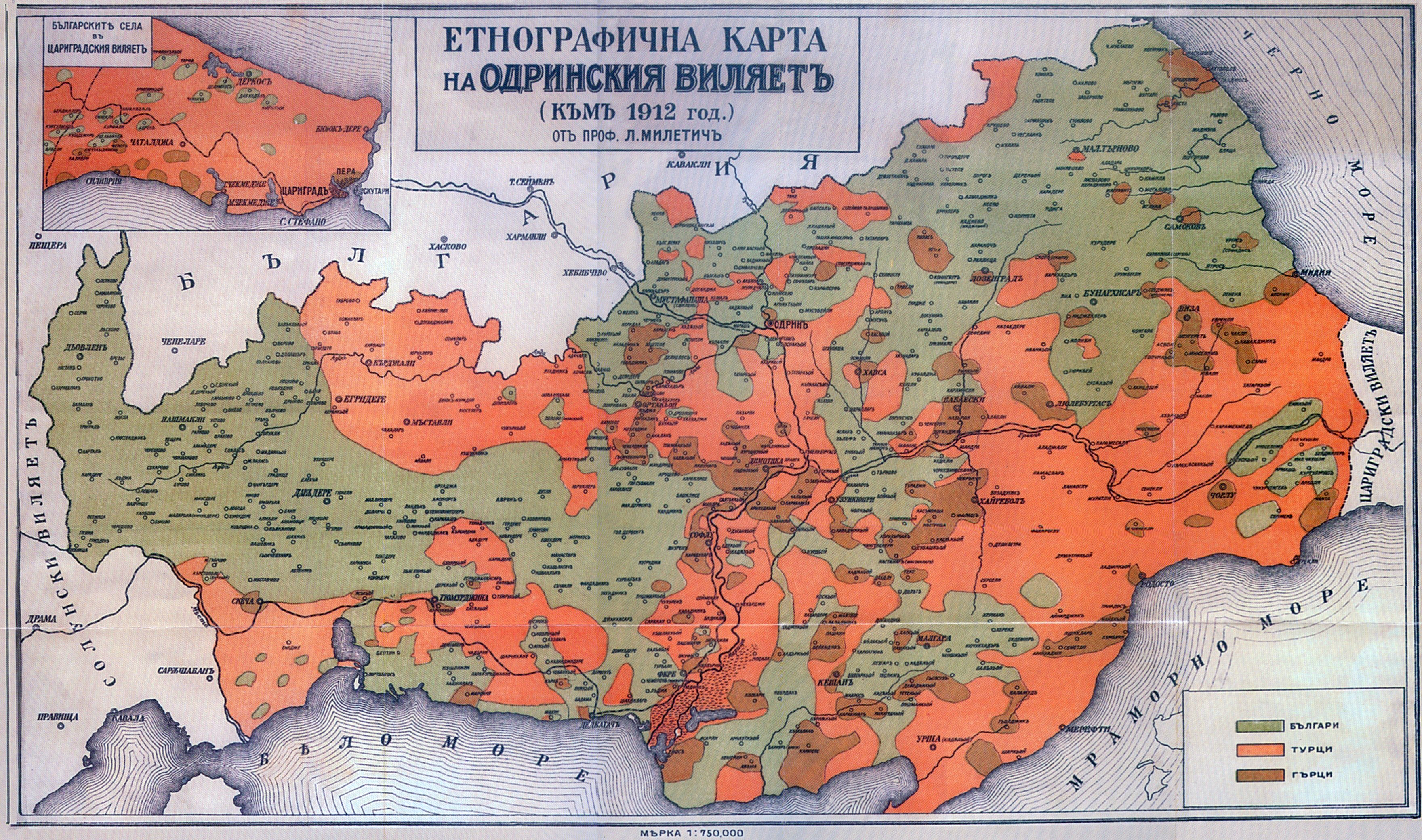
Етнографічна карта авторства Мілетича Східної та Західної Фракії початку XX століття (1912 рік) показує наскільки строкатим був етнічний склад населення регіону, де проживали болгари, турки та греки

Розгром фракійських болгар 1913 року (болг. Разорението на тракийските българи през 1913 г.) — книга, в якій Любомир Мілетич описує масове вигнання і винищення болгар Східних Родоп, Східної Фракії і Малої Азії в рамках так званого Фракійського питання. Книга була видана Болгарською Академією Наук (Держпечать Софія, 1918 р.). У книзі описуються насильство і жорстокості, яким піддалися місцеві болгари. У результаті дій башибузуків близько 46 786 болгар стали біженцями, переселившись у власне Болгарію. Разом з тим, у своїх дослідженнях фонд Карнегі вказує на симетричну відповідь болгарського війська. У тому ж році 48 578 мусульман переселилося в Османську імперію.

## Знімки
У книзі Любомир Мілетич опублікував також 65 знімків тієї епохи.

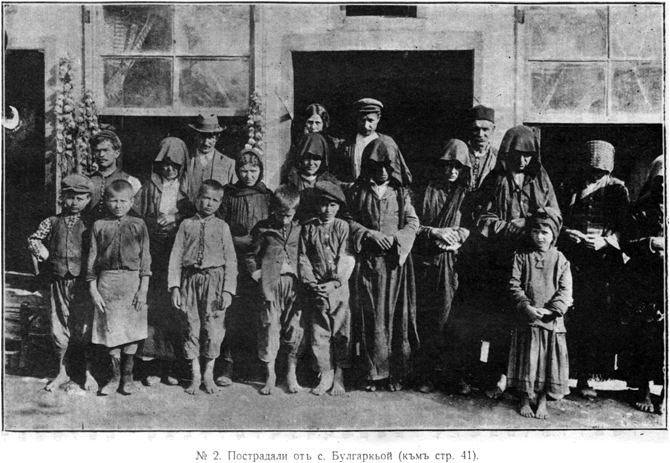
№ 2. Постраждалі з с. Булгаркей
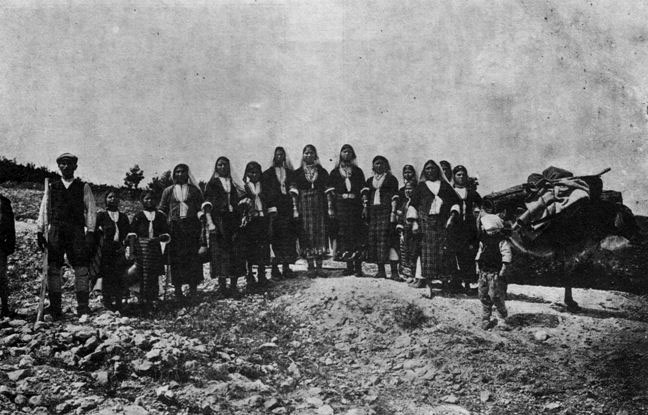
№ 5. Малоазійські болгари з с. Чатал
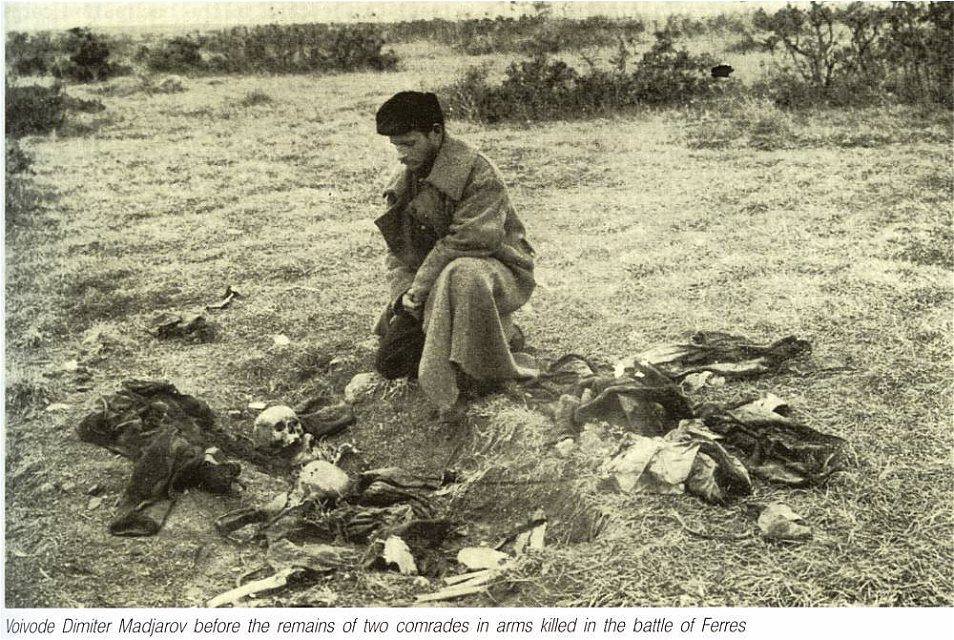
№ 31.  Воєначальник Димітр Маджаров у останків двох друзів. Битва біля Фере.
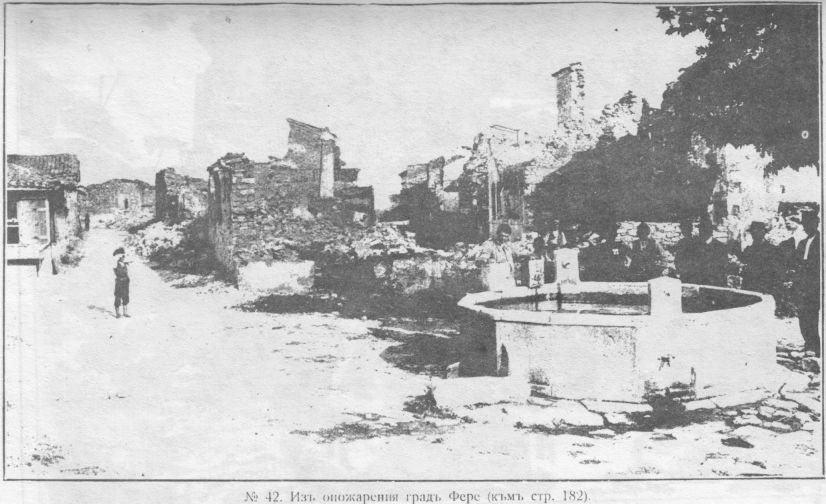
№ 42. Руйнування гр.Фере
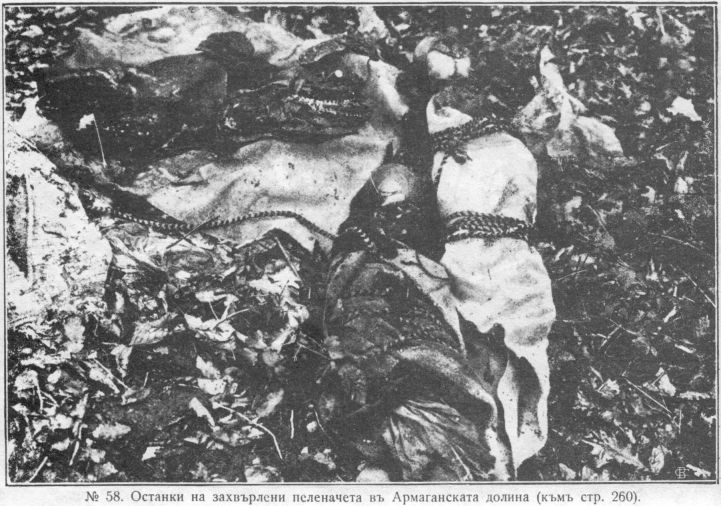
№ 58. Останки загиблих немовлят. Армаганська долина.